# Petru Groza
Petru Groza (7. prosince 1884, Băcia – 7. ledna 1958, Bukurešť) byl rumunský politik, právník, předseda Prozatímního prezidia Rumunské lidové republiky (prezident) v období od 2. června 1952 – 7. ledna 1958 a první předseda Rady ministrů (premiér) v socialistickém období od 6. března 1945 do 2. června 1952. Měl přezdívku Rudý buržoa.

## Mládí
Narodil se v bohaté rodině sedláků ve vsi Băcia v Sedmihradsku, v té době v Rakousko-Uhersku. Po studiích na vysoké škole reformované církve v Orăștie odešel do Uherska, kde studoval na Univerzitě Ötvösa Lórána v Budapešti právo. Později také studoval na univerzitách v Lipsku a Berlíně.
Ke konci první světové války svá studia dokončil a vrátil se do Rumunska, aby tam pracoval jako právník. V roce 1918 se poprvé ukázal na politické scéně jako člen Rumunské národní strany a dva roky zastával post ředitele Rady pro Sedmihradsko, která sdružovala politiky podporující zapojení Sedmihradska do Rumunska.
Během tohoto období jeho života navazoval politické kontakty a spolupracoval s různými sedmihradskými politiky a náboženskými organizacemi, v letech 1919–1927 zastával post člena Synodu a Kongresu Rumunské pravoslavné církve. Začátkem 20. let 20. století opustil po konfliktu s Iuliu Maniuem Rumunskou národní stranu a přestoupil do Lidové strany Rumunska. Díky tomu se stal i ministrem pro Sedmihradsko a také ministrem vnitra ve vládě premiéra Alexandra Averesca.
Roku 1933 založil levicové agrární hnutí Fronta oráčů (Frontul Plugarilor). Ta se dostala později pod kontrolu komunistů a sehrála klíčovou roli při přechodu Rumunska k socialismu, neboť sama komunistická strana byla v Rumunsku dosti slabá.

## Premiér
Petru Groza se stal premiérem 6. března 1945, když byl jeho předchůdce Nicolae Rădescu (po nátlaku sovětského ministra zahraničí Andreje Vyšinského) z této funkce odvolán. Za jeho vlády, po abdikaci rumunského krále Michal I. se z Rumunského království dne 30. prosince 1947 vytvořila Rumunská lidová republika. Jeho autorita a kompetence byly výrazné, protože dokázal bez podpory Sovětského svazu nastolit komunistický režim v Rumunsku ještě předtím, než ho na postu premiéra vystřídal Gheorghe Gheorghiu-Dej.